# Moustapha Diarra
Moustapha Diarra est un joueur français de basket-ball né à Marseille le 17 juin 1987. Il évolue au poste de pivot.

## Parcours junior
- 2005 - 2007 :  Fos-sur-Mer OPB (NM2/NM1)
- 2007 - 2008 :  Generals de Sheridan College (Junior College)
- 2008 - 2011 :  Dons de San Francisco (NCAA I)

## Clubs successifs
- 2011 - 2012 :
  -  Élan béarnais (Pro A)
  -  UJA Quimper (Pro B)
  -  Hermine de Nantes (Pro B)
- 2012 - 2013 :  SPO Rouen (Pro B)
- 2013 - 2014 :  ALM Évreux (Pro B)
- 2014 - 2016 :  BC Souffelweyersheim (Pro B)
- 2016 - 2017 :  Caen BC (NM1)
- 2017-2018 :
  -  Union Basket Chartres Métropole (NM1)
  -  ASC Denain-Voltaire PH (Pro B)
- 2018 - 2019  :  Paris Basketball (Pro B)
- 2019 - 2021 :  C' Chartres basket (NM1)